# Ткачук, Иван Васильевич
Иван Васильевич Ткачук (25 сентября 1891, Пядики Коломыйского уезда на Галичине (ныне Коломыйского р-на Ивано-Франковской обл.) — 9 октября 1948, Львов) — украинский советский прозаик левого толка, редактор, журналист.

## Биография
Родился 25 сентября 1891 года в семье граждан Австор-Венгерской империи. Окончил сельскую школу, учился в украинской Коломыйской гимназии, но был исключен из нее за участие в подпольных марксистских кружках.
Во время Первой мировой войны добровольно вступил в легион Украинских сечевых стрельцов (УСС), был в австрийской армии, попал в русский плен, а с 1917 года примкнул к большевикам и остался работать в учреждениях УССР. Принимал участие в воссоединении украинских земель.

## Творческая работа
После демобилизации из рядов Красной армии (с 1919) остался в Екатеринославе.
Работал редактором газет «Советский путь» и «Мысль» в Мелитополе.
Под псевдонимом Иван Чернобыль писал в газете «Красная правда» — издание политотдела 1-й Конной армии. В 1924 редактирует в Екатеринославе крестьянскую газету «Звезда», где с лета печатается страница литературной организации «Плуг». В 1925 году по его инициативе стал выходить литературный журнал «Заря». Назначенный в январе 1928 года редактором окружной (областной) газеты «Звезда» Иван Ткачук много сделал для украинизации газеты. При нем тираж газеты в июле 1928 года вырос до 45 тысяч. В 1928 году Ткачук покидает газету «Звезда», которая в ноябре 1929 года стала украиноязычной «Зарёй» и издается сейчас под этим именем.
После переезда в Харьков был одним из организаторов писательской организации «Западная Украина», которая сплачивала литераторов из бывшей Австро-Венгрии, которые поддерживали коммунизм и Советский Союз. Работал редактором в журнале «Западная Украина», в ежедневной газете «Коммунист», в издательстве ЛИМ. Был членом профсоюза печатников.
7 декабря 1933 г. Иван Ткачук был арестован органами ГПУ в Харькове. Ему предъявлено обвинение в принадлежности к УВО и в подготовке террористического покушения. «Особой тройкой» при ГПУ 26 февраля 1934 года осуждён на пять лет лишения свободы в «исправительно-трудовых лагерях, без ограничения в правах». 7 января 1936 бежал из лагеря, был пойман и осуждён дополнительно к основному сроку еще на три года. Был освобожден в 1939 г.
После Второй мировой войны Ткачук, уже тяжело больной, возвращается во Львов, где пробует возобновить свое литературное творчество, работает над романом «Разбитые границы». Однако это произведение так и осталось недописанным — автор умер 9 октября 1948 г.
17 апреля 1957 года судебная коллегия по уголовным делам Верховного суда СССР реабилитировала Ивана Ткачука за отсутствием состава преступления.

## Произведения
Отдельными изданиями вышли сборники рассказов
- Месть (1927)
- Еловые шумы (1929)
- Безработный (1930)
- На украденной земле (1930)
- Незаконченный лист (1930)
- Простреленный декрет (1930)
- Украинцы за океаном (1930)
- Над Збручем (1931)
- Забастовка (1931)
- За Кавказскими хребтами (1932)
- На украденной земле (1933)
- На Верховине (1955, 1968)

## Семья
Жена Матрёна Тимофеевна (1895 г. н.), дочь Галина (1921 г. н.), сын Радомир (1926 г. н.).